# Fornboda
Fornboda er en by i den sydøstlige del af Upplands Väsby kommun i Stockholms län i Sverige, beliggende cirka fem kilometer sydøst for Upplands Väsby. SCB klassificerede første gang Fornboda som en småort i 1990, hvor byen omfattede 16 hektar og havde 56 indbyggere. Ved afgrænsningen i 1995 var indbyggertallet steget til 69, men i 2000 var det faldet til under 50 hvorved småorten blev opløst. Fra 2015 betragtes byen igen som en småort.